# Туфештиј де Жос (Васлуј)
Туфештиј де Жос (рум. Tufeștii de Jos) насеље је у Румунији у округу Васлуј у општини Ребрича. Oпштина се налази на надморској висини од 169 m.

## Становништво
Према подацима из 2002. године у насељу је живело 427 становника, од којих су сви румунске националности.